# Masno število
Másno števílo (oznaka A) izraža na celo število zaokroženo maso atomskega jedra, izraženo v atomskih enotah mase. To je obenem tudi število vseh nukleonov v jedru.
Atomi z jedri z enakim vrstnim številom in različnim masnim številom so izotopi danega elementa.